# Капілярність

Капілярний ефект у тонких трубках різної товщини й з різним змочуванням

Капіля́рність (рос. капиллярность; англ. capillarity; нім. Kapilarität f) — явище зміни висоти рівня рідини в капілярах, що пов'язане із змочуванням поверхні мікропор і капілярів рідиною. 

## Загальний опис
Капілярність виявляється в русі рідини по них (підняття при змочуванні, відштовхування при незмочуванні) завдяки додатковим силам під криволінійним меніском. Висота h підняття змочувальної рідини в капілярі залежить від коефіцієнта поверхневого натягу рідини; крайового кута змочування; r — радіусу трубки; густини рідини; прискорення вільного падіння.
Рідина в капілярі піднімається або опускається на таку висоту h, при якій тиск стовпа рідини (гідростатичний тиск) зрівноважується надлишковим, капілярним тиском. Висота підняття (опускання) рідини в капілярі обернено пропорціональна його радіусу. В тонких капілярах рідина піднімається досить високо. Так, при повному змочуванні вода в капілярі діаметром 10 мкм піднімається на висоту h = 3 м.

## Електрокапілярність
Див. докладніше Електрокапілярні явища
Електрокапілярність проявляється в залежності поверхневого натягу від електричного стану міжфазної поверхні.
Електрокапілярні явища — явища, що виникають при існуванні різниці електричних напруг між дотичними тілами і пов'язані із залежністю від потенціалу електрода поверхневого натягу на межі електрода і електроліту. Залежність коефіцієнта тертя електрода, змочуваності і твердості від його потенціалу також відноситься до електрокапілярних явищам.

## Капілярність у грунтах і гірських породах
Висота капілярного здіймання рідини в порах є обернено пропорційною до діаметра пор. Розміри пор у породі збільшуються  залежно від розмірів часток, що її складають. Практично можна вважати, що за величини часток породи понад 2 мм капілярне здіймання відсутнє. У пісків середньої за розмірами зернистості воно складає 15–35 см, у супісків – 100–150 см i у глин – 400–500 cм. Час капілярного здіймання до граничної висоти для різних порід є різним. Встановлено, що чим більшою є висота капілярного здіймання, тим меншою є швидкість самого підйому.
Капілярні явища в одних випадках приносять користь, в інших – шкоду. Завдяки висхідному капілярному руху рослини отримують водне живлення з глибших шарів. А ось у районах поширення високомінералізованих підземних вод капілярний висхідний рух призводить до засолення ґрунтів i утворення солончаків. Це явище шкідливо позначається на стійкості порід у підвалах споруд i на стійкості схилів. Тому з капілярним явищем у породах часто доводиться боротися.